# Gregor von Rezzori
Gregor von Rezzori, nome completo Gregor Arnulph Herbert Hilarius von Rezzori d’Arezzo (Černivci, 13 maggio 1914 – Donnini, 23 aprile 1998), è stato uno scrittore, attore e artista austriaco.

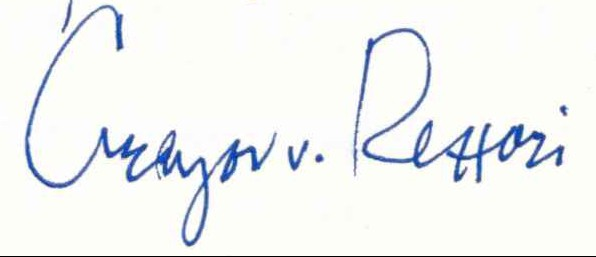

Parlava correntemente tedesco, italiano, romeno, polacco, russo, yiddish, francese e inglese. Durante la sua vita, Rezzori fu cittadino di Austria-Ungheria, Romania e Unione Sovietica, prima di diventare apolide e di riottenere la cittadinanza austriaca.

## Biografia
Nacque a Černivci, città capoluogo della Bucovina che all'epoca faceva parte dell'Impero Austro-ungarico ed era maggiormente nota col nome germanizzato di Czernowitz. La sua era una famiglia nobiliare italiana originaria della provincia di Ragusa, che si era stabilita a Vienna alla metà del XVIII secolo. Suo padre era un funzionario civile austriaco di Černivci. La sua famiglia rimase in quella regione anche dopo l'annessione al Regno di Romania, cosicché Gregor von Rezzori ottenne la cittadinanza romena.
Dopo la prima guerra mondiale, Rezzori studiò in collegio a Brașov, Fürstenfeld e Vienna. Iniziò a studiare ingegneria mineraria all'Università di Leoben, poi passò ad architettura e medicina all'Università di Vienna, dove si laureò in arte.
A metà degli anni trenta si spostò a Bucarest, svolse il servizio militare nell'esercito romeno e fece vita da artista. Nel 1938 si stabilì a Berlino, dove divenne attivo come romanziere, giornalista, autore di programmi radiofonici e produttore di film. Grazie alla sua cittadinanza romena, Rezzori non fu espulso dalle autorità naziste durante la seconda guerra mondiale.
Fino a metà degli anni cinquanta lavorò come autore alla compagnia radiofonica Nordwestdeutscher Rundfunk. Pubblicò regolarmente romanzi e racconti, e fu coinvolto in produzioni cinematografiche sia come sceneggiatore sia come attore (lavorando con celebrità come Brigitte Bardot, Jeanne Moreau, Anna Karina, Marcello Mastroianni e Charles Aznavour). Agli inizi degli anni sessanta, Rezzori viveva tra Roma e Parigi, con soggiorni negli Stati Uniti e in Toscana.
Oltre a scrivere e a recitare, Rezzori e sua moglie Beatrice Monti della Corte erano importanti collezionisti d'arte, e insieme fondarono il Ritiro Santa Maddalena per scrittori. Rezzori morì a Santa Maddalena, a Donnini, frazione di Reggello.

## Opere letterarie
Rezzori iniziò la sua carriera come scrittore di romanzi leggeri, ma trovò il suo primo successo nel 1953 con le Storie di Maghrebinia, una raccolta di storie e aneddoti divertenti da un paese immaginario chiamato "Maghrebinia", che riuniva in chiave grottesca e parodistica dei tratti principali del suo multiculturale paese natale, la Bucovina, della scomparsa Austria-Ungheria e della Bucarest della sua giovinezza. Nel corso degli anni, Rezzori pubblicò agli altri racconti di Maghrebinia, fatto che giovò alla sua reputazione di virtuoso della lingua e di spirito libero, che scriveva con arguzia, profondità ed eleganza.
Altri romanzi, come La morte di mio fratello Abele, Edipo vince a Stalingrado, o Tracce nella neve, che descrivono il mondo in declino ai tempi delle guerre mondiali, sono stati lodati per la loro efficace prosa descrittiva, le sfumature e lo stile.
Nel 1979 pubblicò le Memorie di un antisemita. In questa occasione, Elie Wiesel, che era nato nella regione del Maramureș, vicino alla Bucovina, scrisse: 
"Rezzori fronteggia i maggiori problemi del nostro tempo, e la sua voce risuona con la magia fastidiosa e meravigliosa di un vero narratore."
Nella sua Guida per idioti attraverso la società tedesca, Rezzori fece uso anche del suo notevole talento per la satira. Sebbene non fosse riconosciuto unanimemente come un grande autore nell'area di lingua tedesca, la sua accettazione postuma l'ha ragionevolmente confermato tra i più grandi autori moderni in tedesco.

### Pubblicazioni
- Flamme, die sich verzehrt (romanzo, 1940)
- Rombachs einsame Jahre, (romanzo, 1942)
- Rose Manzani (romanzo, 1944)
- Maghrebinische Geschichten, 1953, trad. Storie di Maghrebinia, (Studio Tesi, 1987)
- Ödipus siegt bei Stalingrad, 1954, trad. Edipo vince a Stalingrado, Mondadori, 1964; Edipo a Stalingrado, (Guanda, 2011)
- Männerfibel, 1955
- Ein Hermelin in Tschernopol. Ein maghrebinischer Roman, 1958, trad. Un ermellino a Cernopol, (Mondadori, 1962, Studio Tesi, 1989, Guanda, 2006)
- Bogdan im Knoblauchwald. Ein maghrebinisches Märchen, 1962, trad. Bogdan nel bosco d'aglio, (Emme Edizioni, c1964)
- Die Toten auf ihre Plätze. Tagebuch des Films Viva Maria, 1966, trad. I morti al loro posto. Diario del film 'Viva Maria', (Mondadori, 1966)
- 1001 Jahr Maghrebinien. Eine Festschrift (1967)
- Der Tod meines Bruders Abel, 1976, trad. La morte di mio fratello Abele, (Studio Tesi, 1988, Bompiani, 2014)
- Greif zur Geige, Frau Vergangenheit (romanzo, 1978)
- Memoiren eines Antisemiten, 1979, trad. Memorie di un antisemita, (Longanesi, 1980, Guanda, 2001)
- Der arbeitslose König. Maghrebinisches Märchen (1981)
- Kurze Reise übern langen Weg. Eine Farce. 1986, trad. Disincantato ritorno, Sellerio, 1995, L'ultima fermata, (Guanda, 2016)
- Blumen im Schnee – Portraitstudien zu einer Autobiographie, die ich nie schreiben werde. Auch: Versuch der Erzählweise eines gleicherweise nie geschriebenen Bildungsromans, 1989, trad. Tracce nella neve, saggi autobiografici, (Gunda, 2002)
- Über dem Kliff, 1991, trad. Sulla scogliera, (Guanda, 2004)
- Der Schwan, trad. Il cigno, (Guanda, 2014)
- Idiotenführer durch die Deutsche Gesellschaft. Hochadel, Adel, Schickeria, Prominenz (1992)
- Begegnungen (Encounters, 1992)
- A Stranger in Lolitaland. An Essay (1993), Prima pubblicazione in inglese su Vanity Fair, trad. Uno straniero nella terra di Lolita, Guanda, 2009,
- Greisengemurmel. Ein Rechenschaftsbericht (1994), trad. L'attesa è magnifica, (Guanda, 2010)
- Italien, Vaterland der Legenden, Mutterland der Mythen. Reisen durch die europäischen Vaterländer oder wie althergebrachte Gemeinplätze durch neue zu ersetzen sind (1996)
- Frankreich. Gottesland der Frauen und der Phrasen. Reisen durch die europäischen Vaterländer oder wie althergebrachte Gemeinplätze durch neue zu ersetzen sind (1997)
- Mir auf der Spur, 1997, trad. Sulle mie tracce, (Guanda, 2008)
- Kain. Das letzte Manuskript (romanzo postumo, 2001), trad. Caino, (Bompiani, 2016)

### Premi
- Premio Theodor Fontane (1959)
- Premio Scanno (1987)
- Premio Boccaccio
- Premio Lorenzo Il Magnifico

## Filmografia

### Sceneggiatore
- Kopfjäger von Borneo, regia di Friedrich Dalsheim (1936)
- Unter den Sternen von Capri, regia di Otto Linnekogel (1953)
- Neurose (Labyrinth), regia di Rolf Thiele (1959)
- Der liebe Augustin, regia di Rolf Thiele (1959)
- Sturm im Wasserglas, regia di Josef von Báky (1960)
- Man nennt es Amore, regia di Rolf Thiele (1961)
- Accadde sotto il letto (Geliebte Hochstaplerin) , regia di Ákos von Ráthonyi (1961)
- Die Herren, regia di Rolf Thiele, Franz Seitz e Alfred Weidenmann (1965)
- Vivi ma non uccidere (Mord und Totschlag), regia di Volker Schlöndorff (1967)

### Attore
- Lei (Sie), regia di Rolf Thiele (1954)
- El Hakim, regia di Rolf Thiele (1957)
- Paprika, regia di Kurt Wilhelm (1959)
- Neurose (Labyrinth), regia di Rolf Thiele (1959)
- Bezaubernde Arabella, regia di Axel von Ambesser (1959)
- La grande ruota (Das Riesenrad), regia di Géza von Radványi (1961)
- Esame di guida (Tempo di Roma), regia di Denys de La Patellière (1963)
- Vita privata (Vie Privée), regia di Louis Malle (1961)
- Die Lady, regia di Hans Albin (1964)
- Un mari à un prix fixe, regia di Claude de Givray (1965)
- Viva Maria!, regia di Louis Malle e Jean-Claude Carrière (1965)
- La spietata legge del ribelle (Michael Kohlhaas - Der Rebell), regia di Volker Schlöndorff (1969)
- Ein bißchen Liebe, regia di Veith von Fürstenberg (1974)
- Le beau monde, regia di Michel Polac (1981)

### Opere di carattere generale
- (EN) Gregor von Rezzori at Institute as writer-in-residence; will speak Nov. 21, in MIT Tech Talk, vol. 41, n. 12, 20 novembre 1996.
- (DE) W. Killy (a cura di), Literaturlexikon, vol. 9, Lexikon Verlag, 2001.
- (DE) Th. Kraft (a cura di), Lexikon der deutschsprachigen Gegenwartsliteratur seit 1945, München, Nymphenburger, 2003.

### Letteratura critica su Rezzori
- Angela Checola, L'Io allo specchio. Tre voci nello "spazio autobiografico": Max Frisch, Christa Wolf, Gregor von Rezzori, Roma, Artemide, 2016.
- (EN) Valentina Glajar, The German legacy in East Central Europe as recorded in recent German literature, Columbia (SC), Camden House, 2004.
- (DE) Katarzyna Jaśtal, Erzählte Zeiträume. Kindheitserinnerungen aus den Randgebieten der Habsburgermonarchie von Manès Sperber, Elias Canetti und Gregor von Rezzori, Krakau, Aureus, 1998.
- (DE) Gerhard Köpf, Vor-Bilder. Tübinger Poetik-Vorlesung, Tübingen, Konkursbuchverlag, 1999.
- (FR) Jacques Lajarrige, Gregor von Rezzori. Etudes réunies, Mont-Saint-Aignan, Université de Rouen, Centre d'Études et de Recherches Autrichiennes, 2003.
- Andrea Landolfi, Rezzoriana, Roma, Artemide, 2017.
- Andrea Landolfi, Memoria e disincanto. Attraverso la vita e l'opera di Gregor von Rezzori, Macerata, 2006.
- (FR) Gilbert Ravy, Rezzori et la France, in Austriaca, n. 54, 2002,  pp. 41-58.
- (UK) І. В. Мусієнко, Витоки особливостей ментальності Грегора фон Реццорі (за книгою "Квіти в снігу"), in Питання літературознавства : наук. зб., vol. 6, n. 63, Чернівці, Чернівецький нац. ун-т, 2000,  pp. 121-133.